# ديدييه غيوم
ديدييه غيوم (بالفرنسية: Didier Guillaume)‏ (11 مايو 1959 – 17 يناير 2025) هو سياسي فرنسي، حزبي، في الحزب الاشتراكي.

## مناصب
- انتخب رئيس المجلس العام  [لغات أخرى]‏ دروم (1 أبريل 2004 – 2 أبريل 2015).
- انتخب وزير الزراعة (16 أكتوبر 2018 – ).
- انتخب عضو مجلس الشيوخ الفرنسي دروم (1 أكتوبر 2008 – 16 نوفمبر 2018).
- انتخب عضو مجلس جهوي دروم (27 مارس 1992 – 15 مارس 1998).
- انتخب رئيس بلدية [الإنجليزية]‏ بور دوبياج [الإنجليزية]‏ (19 يونيو 1995 – 1 أبريل 2004).